# Karl Männer
Karl Männer (* 28. April 1911 in Pechtnersreuth; † 18. September 1980 in Regensburg) war ein Heimatpfleger aus der Oberpfalz und Träger des Bundesverdienstkreuzes am Bande.

## Leben und Beruf
Karl Männer wurde am 28. April 1911 in Pechtnersreuth in einem Wirtshaus an der Grenze zu Eger geboren. Die Oberpfälzer Volksmusikfreunde brachten 1990 an seinem Geburtshaus eine Gedenktafel an.
Zum Studium kam er nach Amberg auf die Lehrerbildungsanstalt. In den Schuldienst trat er 1931 ein, zunächst als Junglehrer in Waldthurn. Von 1941 bis 1943 war Männer als Soldat im Zweiten Weltkrieg. Nach dem Krieg war er Lehrer in Wutschdorf und Amberg. Von 1965 bis zu seiner Pensionierung arbeitete Männer als Konrektor in Regensburg.
Schon früh befasste er sich mit Brauchtum, Volksmusik und Volkstanz. 1957 war er maßgeblich an der Gründung des Oberpfälzer Heimatbund e. V. (OHB) beteiligt, dessen 1. Vorsitzender er bis 1959 war, dessen Motor er aber auch danach immer blieb. Er leistete im Amberger Raum Pionierarbeit, gründete und betreute zahlreiche Musik- und Gesangsgruppen, lehrte Volkstänze, organisierte Treffen für Musikanten, Sänger und Tänzer, die sogenannten Monatstreffen, sammelte Melodien, Lieder und Tänze, veröffentlichte unter vielen Mühen Liedblätter, eine Form, die damals nicht nur im OHB üblich war. Er sammelte, ergänzte und schuf selber Lieder.
Schon ab 1962 versuchte Männer Seminare für Volksmusik zu organisieren, die ab 1966 in Riedenburg, Altenstadt, Runding und Gleißenberg Wirklichkeit wurden und bis heute fortgeführt werden. In intensiver Arbeit hat er Multiplikatoren herangebildet, die heute die Volkstumsarbeit in der Oberpfalz tragen.
1966 wurde er als Lehrer nach Regensburg versetzt. Auch hier begann er mit der gleichen Intensität, Volkstumsarbeit zu betreiben, Volkstanzkurse zu halten und Veranstaltungen zu organisieren, in denen sich die Gruppen kennenlernten und Möglichkeit zum Auftreten hatten.
1967 gründete er innerhalb des OHB die Oberpfälzer Volksmusikfreunde e. V. Dies erlaubte ihm, im Raum Regensburg auf breiterer
Basis zu arbeiten, was nach Auflösung des OHB bei der Gründung des Oberpfälzer Kulturbundes 1970 von Bedeutung wurde. Den Volksmusikfreunden stand er bis 1975 vor, anschließend fungierte er als Ehrenvorsitzender.
Auch an den Gründungsverhandlungen des Oberpfälzer Kulturbundes war Männer beteiligt und nach dessen Gründung Vizepräsident.
Durch seinen Lehrauftrag für Volkstanz an der Universität Regensburg knüpfte er Verbindung zur Studentenschaft, was in den folgenden Jahren für die Volkstumsarbeit von großer Bedeutung wurde. Eine große Zahl der in der Volkstumsarbeit aktiv Tätigen ging aus dieser Arbeit hervor.
Nach seiner Pensionierung bis zu seinem Tod stand Männer als erster Vorsitzender dem Schullandheimwerk für Niederbayern und
Oberpfalz vor.
Karl Männer starb am 18. September 1980 in Regensburg.

## Veröffentlichungen
1963 stellte Männer eine Auswahl seiner gesammelten Lieder zu einem kleinen Heft zusammen.
Es folgte 1971 die Publikation seiner Sammlung von Oberpfälzer Tänzen unter dem Titel "Sua tanzn mia". Zu diesen Tänzen ließ Männer einen Blasmusiksatz schreiben und gab dazu intern ein Tonband heraus. 1983 kam eine gleichnamige Schallplatte beim Nürnberger Label Collosseum Schallplatten heraus.
Zwischen 1973 und 1976 veröffentlichte Männer vier Hefte unter dem Titel "Sua singa mia" mit Liedern aus der Oberpfalz.
Kurz vor seinem Tod veröffentlichte er die Schallplatte "Wer allweil lustig is" beim Nürnberger Label Collosseum Schallplatten mit seinen treusten Gruppen aus der Amberger Zeit.

## Auszeichnungen
Männers Verdienste fanden Anerkennung in zahlreichen Ehrungen. Er erhielt unter anderem die goldene Verdienstmedaille des Bayerischen Rundfunks, das Verdienstkreuz am Bande des Verdienstordens der Bundesrepublik Deutschland und die Andreas-Schmeller-Medaille der Kommission für Mundartforschung bei der Bayerischen Akademie der Wissenschaften in München.